# ديفيد بف (سياسي بريطاني)
ديفيد بف (بالإنجليزية: David Pugh)‏ هو سياسي بريطاني، ولد في 17 أبريل 1980 في وايت في المملكة المتحدة. حزبياً، نشط في حزب المحافظين.